# Boletopsis atrata
Boletopsis atrata är en svampart som beskrevs av Ryvarden 1982. Boletopsis atrata ingår i släktet Boletopsis och familjen Bankeraceae.   Inga underarter finns listade i Catalogue of Life.